# Авва Доротей
Доротей, авва Палестинський (грец. Δωρόθεος τῆς Γάζης, Доротей Газький; 505 або 510 — наприкінці VI віку, 565 або 620) — християнський святий.

## Біографія
Походив з заможної родини. 
У ранні роки вивчав світські науки. Деякий час жив на батьківщині, в Аскалоні або в Ґазі, недалеко від обителі авви Серида.
Познайомившись з старцями Варсануфієм та Іоаном, покинув мирське життя і прийняв монашество в обителі авви Серида. Як послушник, наглядав за кімнатою для гостей, а згодом — за лікарнею. Був провідником святого Доситея. 
Після смерті авви Серида та старця Йоана, та усамітнення Варсануфія Великого та призначення преподобного Доротея настоятелем іншої обителі став навчати інших. Ймовірно, саме тоді Доротей і написав настанови, котрі проголошував своїм учням - Двадцять одне повчання і кілька послань.
Вшановується 5 червня католицькою церквою. 18 червня — православною церквою.

## Праці
Твори Авви Доротея вмішні в 88-й том Patrologia Graeca.